# Carlos Alberto Méndez
Carlos Alberto Méndez (Santa Clara, Cuba, 18 de mayo de 1988) es un actor de cine, teatro, televisión, guionista  y realizador audiovisual , protagonista de los largometrajes "Café amargo"      y   "Esa es la Vida Octavio". Licenciado en Arte Teatral, en la especialidad de actuación del ISA. Reside a partir del año 2022 en la Ciudad de Miami, Estados Unidos.
Es junto al Licenciado Raidel Rosabal, Chief Executive Officer (CEO) desde el año 2024 de la çompañia “Impulse Media Lab”  -Videos Designed To Drive Full-funnel Sales- Compañía de creación de contenido audiovisual para Marketing Digital con sede en la Ciudad de Miami.

## Biografía
Carlos Alberto Méndez   inicia estudios elementales de música en piano y guitarra y ya adolescente ingresa en la Escuela Profesional de Actuación (EPA) en Santa Clara, su ciudad natal, graduándose en el año 2007. 
Concluye con título de oro los estudios superiores en la especialidad de actuación en la Universidad de las Artes en la Ciudad de la Habana en el año 2014. 
El primer papel protagónico en el cine lo realiza siendo estudiante en el año 2012, en el largometraje "Café amargo", el cual obtuvo el premio en la categoría de mejor filme dramático en la Vigésimo quinta edición del Festival Internacional de Cine de Arizona.
En el teatro, entre otros trabajos, fue el protagonista en las obras de estreno "Selfie"  y  "Player".
En la televisión ha realizado más de 20 trabajos entre los cuales se destacan las telenovelas "Santa María del Porvenir", "Tierras de Fuego"  y "Más allá del Límite".
Productor musical y Director Audiovisual del Lyrics "Como las olas"  y los videos clips "Refranero"    y "Aguacero"   del cantautor Ronaldo Rodríguez (Ronkalunga), estos dos últimos, identificativos, cada uno de ellos, de los dos discos de larga duración (¨Raros  pasos¨ y ¨Aguacero¨) del joven cantautor cubano. 
En su establecida carrera como realizador audiovisual ha dirigido 7 audiovisuales (2 cortometrajes y 3 videoclip). Sus trabajos fueron premiados  por el Fondo Noruego para el Cine en los años 2018 (¨Nitrox¨), y 2020 (¨Seppuku¨).
En  los Premios Lucas del año 2021, su audiovisual "Refranero" obtuvo 5 nominaciones. y en los Premios Lucas del año 2022, "Aguacero" obtuvo la nominación de "Mejor Video de Música Alternativa".

## Sistemas de Comunicación Audiovisual

### Cine
| Año  | Película                              | Director                       | Personaje              |
| ---- | ------------------------------------- | ------------------------------ | ---------------------- |
| 2012 | "Café amargo"                         | Rigoberto Jiménez              | Rubén                  |
| 2014 | "25 Horas"                            | Carlos Barba                   | Joven del papalote     |
| 2015 | "Vientos de la Habana"                | Félix Viscarret                | Luis Gustavo           |
| 2018 | "El Mayor"                            | Rigoberto López                | Amigo de Amalia Simoni |
| 2019 | "Otras Vidas"                         | Xuan Linh                      | Roberto                |
| 2019 | "La Red Avispa"                       | Olivier Assayas                | Joven balsero          |
| 2022 | "Esa es la Vida Octavio"              | Patricio Wood                  | Octavio Cortázar       |
| 2023 | Cortometraje "The sad song of Lolita" | Johnny León & Lisandro Vázquez | El hermano             |
| 2023 | Cortometraje "Fake"                   | Johnny León & Lisandro Vázquez | Gamma                  |
| 2023 | Video Clip "La Oficial"               | Adrián Sánchez Ávila           | Novio de la chica      |

### Televisión
| Año  | Obra                                           | Director                 | Personaje             |
| ---- | ---------------------------------------------- | ------------------------ | --------------------- |
| 2010 | Serie Tras la huella ("Caso "Escondido")       | Armando Toledo           | Campista              |
| 2011 | Serie Tras la huella (Caso "Rotonda")          | Armando Toledo           | Boris                 |
| 2011 | Telenovela "Santa María del Porvenir"          | Rolando Chiong           | Anthony               |
| 2012 | Telenovela "Tierras de fuego"                  | Miguel Sosa              | Daniel                |
| 2013 | Serie Tras la huella ("Delito en la calle 13") | Omar Alí                 | Pablo                 |
| 2014 | Serie Tras la huella (Caso "Almendrón")        | Armando Toledo           | Yasser                |
| 2014 | Serie Tras la huella (Caso " Caso "Herederos") | Omar Alí                 | Junior                |
| 2014 | Serie Policíaca U.N.O., "Deuville-La Punta")   | Alberto Luberta Martínez | Leo                   |
| 2015 | Telefilme "El bardo inmortal"                  | Armando Toledo           | Romeo                 |
| 2015 | Serie Tras la huella (Caso "Junco")            | Loisys Inclán            | Yoán                  |
| 2016 | Telenovela "Más allá del límite"               | Miguel Brito             | Yoenis y Ulises joven |
| 2017 | Teleplay "Te quiero siempre"                   | Armando Toledo           | Joven torturado       |
| 2017 | Serie televisiva "Conciencia"                  | Rudy Mora                | El mecánico           |
| 2018 | Serie televisiva "Promesas"                    | Mirtha González          | Ulises                |
| 2018 | Programa Sácame del Apuro: "Dos Caras"         | Héctor Luis Dalmau       | El cuñado             |
| 2019 | Serie "La Otra Guerra" (Segunda Temporada)     | Roly Peña                | Juany                 |
| 2021 | Telefilme "La Burla"                           | Ariel Prieto-Soliz       | Esteban Fonseca       |

### Guionista
| Año  | Película/Obra            | Director                       |
| ---- | ------------------------ | ------------------------------ |
| 2022 | "Seppuku"                | Carlos Alberto Méndez          |
| 2023 | "The sad song of Lolita" | Johnny León & Lisandro Vázquez |
| 2023 | "Fake"                   | Johnny León & Lisandro Vázquez |

## Premios y nominaciones
| Evento, Festival o Institución         | Actuación     | Dirección Audiovisual | Resultado |
| -------------------------------------- | ------------- | --------------------- | --- |
| "Adolfo Llauradó" de Cine 2012         | "Café amargo" |                       | Mención |
| Fondo Noruego para el Cine Cubano 2018 |               | "Nitrox"              | Ganador |
| "Adolfo Llauradó" de Teatro 2018       | "Selfie"      |                       | Mención |
| Fondo Noruego para el Cine Cubano 2020 |               | "Seppuku"             | Ganador |
| Premios Lucas 2021                     |               | "Refranero"           | Nominado (Cinco Nominaciones) : "Mejor Dirección", "Mejor Producción", "Mejor Actuación Masculina y Femenina", "Mejor Video Fusión", "Mejor efectos visuales". |
| Premios Lucas 2022                     |               | "Aguacero"            | Nominado "Mejor Video Música Alternativa", |